# ヨーロッパ・ベースボール5選手権大会
ヨーロッパ・ベースボール5選手権大会（英語：European Baseball5 Championship ）は、ヨーロッパ地域の各国代表選手によって争われる、ベースボール5の国際大会。原則的に2年に1度開催される。ヨーロッパ野球選手権大会のベースボール5版に当たる。男女混合チームによって行われ、上位2チームはベースボール5・ワールドカップの出場権を得る。

## 大会形式
初回大会に当たる2020年大会では、14チームを2グループに分け、各グループ上位4チームが決勝トーナメントを戦った。

## 大会記録
| 回 | 開催年・詳細    | 開催地           |            | 優勝       | 準優勝   | 3位 |
| -- | --------------- | ---------------- | ---------- | ---------- | -------- | --- |
| 1  | 2020年 （詳細） | ヴィリニュス     | フランス   | リトアニア | ロシア   |     |
| 2  | 2023年 （詳細） | ドルスキニンカイ | リトアニア | フランス   | スペイン |     |

## 獲得メダル総数
| 順 | 国・地域   | 金 | 銀 | 銅 | 計 |
| -- | ---------- | -- | -- | -- | -- |
| 1  | フランス   | 1  | 1  | 0  | 2  |
| 1  | リトアニア | 1  | 1  | 0  | 2  |
| 3  | ロシア     | 0  | 0  | 1  | 1  |
| 3  | スペイン   | 0  | 0  | 1  | 1  |